# Нильсен, Аня
Аня Нильсен (дат. Anja Nielsen; род. 12 апреля 1975, Кольдинг) — датская гандболистка, чемпионка Олимпийских игр 2000 года. Выступала в своей карьере на позиции разыгрывающей, большую часть времени провела за «Икаст Бординг», выиграв с ним в 2004 году Кубок обладателей кубков.